# Кушун
Кушун, также Шугул (бур. Хушуун, Шугуул). — деревня в Нижнеудинском районе Иркутской области

## География
Деревня находится в 8 км от Шумского.

## Происхождение названия
Название Кушун происходит от бурятского хушуун, на местном говоре kушӯң — «мыс», «выступ». Однако местные буряты не употребляют это название, называя деревню Шугул. Топоним Шугул (бур. Шугуул) происходит от бур. шугы (н-уд. шугӯj) — «роща», «бор», «чаща».

## Население
По данным Всероссийской переписи населения 2010 года население НП составило 136 человек

## Власть
Деревня в административном плане относится к Солонецкому муниципальному образованию Нижнеудинского района
Иркутской области